# Рассел Мартін (футболіст)
Рассел Мартін (англ. Russell Martin, нар. 4 січня 1986, Брайтон) — шотландський футболіст, що грав на позиції захисника. По завершенні ігрової кар'єри — тренер. Виступав за низку англійських і шотландських клубів, а також національну збірну Шотландії.

## Клубна кар'єра
Рассел Мартін народився 1986 року в місті Брайтон, та є вихованцем футбольної школи клубу «Брайтон енд Гоув». У професійному футболі дебютував 2004 року виступами за команду «Вікомб Вондерерз», в якій грав до 2008 року, взявши участь у 116 матчах чемпіонату. Протягом 2008—2009 років Мартін грав у складі клубу «Пітерборо Юнайтед».
У 2009 році Рассел Мартін став гравцем клубу «Норвіч Сіті», у складі якого грав до 2018 року. У складі «Норвіч Сіті» Мартін був основним гравцем захисної ланки команди, й за 9 років зіграв у її складі 284 матчі.
У 2018 році клуб «Норвіч Сіті» віддав футболіста в оренду до шотландського клубу «Рейнджерс», а після її закінчення Мартін перейшов до англійського клубу «Волсолл» на правах постійного контракту. У 2019 році Рассел Мартін перейшов до клубу «Мілтон-Кінс Донс», і в цьому ж році завершив виступи на футбольних полях, та перейшов на тренерську роботу.

## Виступи за збірну
Хоча Рассел Мартін народився в Англії, проте його батько є шотландцем, і він вибрав виступи на рівні збірних за Шотландію. У 2011 році футболіст дебютував матчах у складі національної збірної Шотландії. У складі збірної Мартін грав до 2017 року, провів у її складі 29 матчів, у яких забитими голами не відзначився.

## Кар'єра тренера
Відразу ж по завершенні кар'єри гравця Рассел Мартін розпочав тренерську кар'єру, і в 2019 році очолив тренерський штаб клубу «Мілтон-Кінс Донс», у якій працював до 2021 року. У 2021 році Мартін став головним тренером команди «Свонсі Сіті», тренував валлійську команду, яка грає в системі англійських футбольних ліг, до 2023 року. У 2023 році тренер очолив англійський клуб «Саутгемптон», у якому працював до 2024 року.

## Особисте життя
Рассел Мартін з 2014 року є веганом, це рішення прийняв після тривалого лікування неспецифічного виразкового коліту. В інтерв'ю в 2018 році Мартін заявив, що він став членом Зеленої партії Англії та Уельсу. Також в інтерв'ю він заявив, що є прихильником буддизму.
| Дата       | Місто            | Господарі          | Результат | Гості             | Турнір            | Голи | Примітки |
| ---------- | ---------------- | ------------------ | --------- | ----------------- | ----------------- | ---- | -------- |
| 25-5-2011  | Дублін           | Уельс              | 1 – 3     | Шотландія         | товариський матч  | -    | 81'      |
| 29-2-2012  | Копер (Словенія) | Словенія           | 1 – 1     | Шотландія         | товариський матч  | -    |          |
| 27-5-2012  | Джексонвілл      | США                | 5 – 1     | Шотландія         | товариський матч  | -    | 59'      |
| 15-8-2012  | Единбург         | Шотландія          | 3 – 1     | Австралія         | товариський матч  | -    | 67'      |
| 7-6-2013   | Загреб           | Хорватія           | 0 – 1     | Шотландія         | Відбір до ЧС 2014 | -    |          |
| 14-8-2013  | Лондон           | Англія             | 3 – 2     | Шотландія         | товариський матч  | -    |          |
| 6-9-2013   | Глазго           | Шотландія          | 0 – 2     | Бельгія           | Відбір до ЧС 2014 | -    |          |
| 10-9-2013  | Скоп'є           | Північна Македонія | 1 – 2     | Шотландія         | Відбір до ЧС 2014 | -    |          |
| 15-10-2013 | Глазго           | Шотландія          | 2 – 0     | Хорватія          | Відбір до ЧС 2014 | -    |          |
| 19-11-2013 | Молде            | Норвегія           | 0 – 1     | Шотландія         | товариський матч  | -    |          |
| 5-3-2014   | Варшава          | Польща             | 0 – 1     | Шотландія         | товариський матч  | -    |          |
| 7-9-2014   | Дортмунд         | Німеччина          | 2 – 1     | Шотландія         | Відбір до ЧЄ 2016 | -    |          |
| 11-10-2014 | Глазго           | Шотландія          | 1 – 0     | Грузія            | Відбір до ЧЄ 2016 | -    | 80'      |
| 14-10-2014 | Варшава          | Польща             | 2 – 2     | Шотландія         | Відбір до ЧЄ 2016 | -    |          |
| 14-11-2014 | Глазго           | Шотландія          | 1 – 0     | Ірландія          | Відбір до ЧЄ 2016 | -    |          |
| 18-11-2014 | Глазго           | Шотландія          | 1 – 3     | Англія            | товариський матч  | -    |          |
| 25-3-2015  | Глазго           | Шотландія          | 1 – 0     | Північна Ірландія | товариський матч  | -    | 46'      |
| 29-3-2015  | Глазго           | Шотландія          | 6 – 1     | Гібралтар         | Відбір до ЧЄ 2016 | -    |          |
| 13-6-2015  | Дублін           | Ірландія           | 1 – 1     | Шотландія         | Відбір до ЧЄ 2016 | -    |          |
| 4-9-2015   | Тбілісі          | Грузія             | 1 – 0     | Шотландія         | Відбір до ЧЄ 2016 | -    |          |
| 7-9-2015   | Глазго           | Шотландія          | 2 – 3     | Німеччина         | Відбір до ЧЄ 2016 | -    |          |
| 8-10-2015  | Глазго           | Шотландія          | 2 – 2     | Польща            | Відбір до ЧЄ 2016 | -    |          |
| 24-3-2016  | Прага            | Чехія              | 0 – 1     | Шотландія         | товариський матч  | -    |          |
| 29-5-2016  | Аттард           | Італія             | 1 – 0     | Шотландія         | товариський матч  | -    |          |
| 4-6-2016   | Лонжвіль-ле-Мец  | Франція            | 3 – 0     | Шотландія         | товариський матч  | -    |          |
| 4-9-2016   | Аттард           | Мальта             | 1 – 5     | Шотландія         | Відбір до ЧС 2018 | -    |          |
| 8-10-2016  | Глазго           | Шотландія          | 1 – 1     | Литва             | Відбір до ЧС 2018 | -    |          |
| 11-10-2016 | Трнава           | Словаччина         | 3 – 0     | Шотландія         | Відбір до ЧС 2018 | -    |          |
| 26-3-2017  | Глазго           | Шотландія          | 1 – 0     | Словенія          | Відбір до ЧС 2018 | -    |          |
| Усього     |                  | Матчів             | 29        |                   | Голів             | 0    |          |